# Ambrus Balogh
Ambrus Balogh, född 12 augusti 1915 i Csengerújfalu, död 6 juli 1978 i Budapest, var en ungersk sportskytt.
Balogh blev olympisk bronsmedaljör i fripistol vid sommarspelen 1952 i Helsingfors.